# Feels like 'HEAVEN'
「feels like 'HEAVEN'」（フィールズ・ライク・ヘヴン）は、1998年1月21日にポニーキャニオンから発売された、日本の音楽ユニット・HIIHの楽曲及び唯一のシングル。

## 概要
表題曲「feels like 'HEAVEN'」は、ユニット結成前の1997年にYo-C+Tomo featuring Rie名義で発表された楽曲「heaven」が原型であり、全英語詞であった。新たにメロディーの追加と、一部のフレーズを除いて冬をテーマに日本語詞として書き直されたものが1998年1月31日に公開されたホラー映画『リング』の主題歌であり、また今作のカップリング曲として収録されている「ゆがんだ時計」は、『リング』と同時公開されたホラー映画『らせん』の主題歌としてそれぞれ書き下ろされた。
特に「feels like 'HEAVEN'」に関しては、出だしや全体のサビで始まる「Oooh きっと来る〜」というフレーズがホラー映画としてのイメージを印象付けるきっかけの一つとなったことや、「くーるーきっとくるー」（来る きっと来る）といった聞き間違いがあることも当時話題になった。
表記に関しては、各サイトの紹介ページなどによって「HEAVEN」の前後に何も付いていないものや「"HEAVEN"」（クォーテーションマーク）あるいは「“HEAVEN”」（ダブルクォーテーションマーク）などが付けられているものもあるが、シングルでは「'HEAVEN'」（アポストロフィー）として表記されている。だが、アルバム『from heaven to heaven』や、2019年に発売された配信限定シングル「feels like HEAVEN 〜きっと来る きっと来る〜」では何も付いていない表記になっており、正式な表記は固定されていないようである。
唯一のアルバム作品である『from heaven to heaven』には「New Version」として収録されておりシングルバージョンはアルバム未収録となっているが、シングルに収録されている2曲目の「feels like 'HEAVEN' - X TRA Soundscape mix」と3曲目の「ゆがんだ時計」は、上記の映画2作をまとめたサウンドトラックに収録されている。
2004年から2009年までテレビ朝日系列で放送されていた教養バラエティ番組『最終警告!たけしの本当は怖い家庭の医学』で、BGMとして使用されていた。

## 収録曲
| 全作詞: TOMO。 |                                                  |           |                        |                        |      |
| #              | タイトル                                         | 作詞      | 作曲                   | 編曲                   | 時間 |
| 1.             | 「feels like 'HEAVEN'」()                        | TOMO      | TOMO・TETSUAKI SAWACHI |                        | 4:02 |
| 2.             | 「feels like 'HEAVEN' - X TRA Soundscape mix」() | TOMO      |                        |                        | 4:08 |
| 3.             | 「ゆがんだ時計」()                               | TOMO      | TOMO                   | TOMO・TETSUAKI SAWACHI | 3:44 |
| 4.             | 「ゆがんだ時計 - X TRA Club mix」()              | TOMO      |                        |                        | 4:40 |
| 合計時間:      | 合計時間:                                        | 合計時間: | 合計時間:              | 16:34                  |      |

## カバー
- 庄司芽生（東京女子流）

2014年5月21日に発売された東京女子流のシングル「十字架 〜映画「学校の怪談 -呪いの言霊-」 Ver.〜」や、同日に発売されたアルバム『怖い曲集 +「学校の怪談 -呪いの言霊-」オリジナルサウンドトラック』に「feels like 'HEAVEN'」のカバーが収録されている。
- 女王蜂

2019年に公開された映画『貞子』のプロモーション使用楽曲として、「feels like “HEAVEN”」（ダブルクォーテーションマーク表記）というタイトルでカバーしている。

### 動画（公式音源）
1. ↑  feels like HEAVENYouTube、2024年3月17日閲覧。
2. ↑  feels like HEAVEN (X TRA Soundscape mix)YouTube、2024年3月17日閲覧。
3. ↑  ゆがんだ時計YouTube、2024年3月17日閲覧。
4. ↑  ゆがんだ時計 (X TRA Club mix)YouTube、2024年3月17日閲覧。
5. ↑  feels like 'HEAVEN'YouTube、2024年4月8日閲覧。